# Arnau de Llordat
Arnau de Llordat, Arnau de Llordà o complet: Arnau Guillem de Llordà (? – Tortosa, 5 de maig de 1346) fou un religiós que arribà a bisbe d'Urgell i quart copríncep d'Andorra (1326-1341) i posteriorment bisbe de Tortosa (1341-1346).

## Biografia

### Bisbe d'Urgell i copríncep d'Andorra (1326-1341)
Durant el seu govern a la Ciutat d'Urgell (la Seu d'Urgell) és reprengueren novament les lluites entre els urgellencs i els comtes de Foix, per qüestió de les respectives jurisdiccions, sobretot a Andorra, fins al punt que hagué d'absentar-se uns quants anys del bisbat.
Durant la seva etapa de bisbe i copríncep va treballar al costat del co-príncep francès Gastó II de Foix.

### Bisbe de Tortosa (1341-1346)
Celebrà sínode l'abril de 1343.
Un any després de la seva etapa al capdavant del Bisbat de Tortosa el seu successor el bisbe Bernat Oliver col·locà solemnement la primera pedra de la catedral gòtica de Tortosa, al bell mig de l'absis, el 21 de maig de 1347.